# Lina Radke
Lina Radke   (Karlsruhe, 18 d'octubre de 1903 - Karlsruhe, 14 de febrer de 1983) va ser una atleta alemanya, especialista en curses de mig fons, que va competir durant les dècades de 1920 i 1930.
Nascuda Lina Batschauer, el 1927 es casà amb Georg Radke, que era el seu entrenador i gerent del club SC Baden-Baden. Aquell mateix anys va establir el seu primer rècord mundial dels 800 metres, que recuperà el 1928 i va ser vigent fins al 1944.
El 1928 va prendre part en els Jocs Olímpics d'Amsterdam, on va guanyar la medalla d'or en la prova dels 800 metres del programa d'atletisme.
Es va retirar el 1934, després d'acabar quarta en els 800 metres dels darrers Jocs Mundials de les Dones. Posteriorment va treballar com entrenadora d'atletisme a Breslau i Torgau. El seu marit va prendre part en la Segona Guerra Mundial i va ser fet presoner de guerra a la Unió Soviètica i no fou alliberat fins al 1950. El 1945, va ser expulsada de Breslau, quan aquesta ciutat passà a ser polonesa i, fugint de Silèsia, es va traslladar a Torgau, Saxònia-Anhalt. El 1961, poc abans de la construcció del mur de Berlín, el matrimoni Radke es va traslladar a Karlsruhe.

## Millors marques
- 800 metres. 2' 16.8" (1928) Rècord del món.[1][2]